# 경제투데이
《경제투데이》는 경제·경영과 연예·엔터테인먼트 정보를 전문으로 제공하는 인터넷 신문이다. 경제투데이는 2004년 연예 중심의 <고뉴스>로 출범했고, 2009년 경제투데이로 확대 개편해 오늘에 이르고 있다. 영상과 사진이 어우러진 현장감 넘치는 심층 기획기사로 주목받고 있으며, 실생활에 도움을 주는 '생활밀착형 멀티미디어 경제뉴스'를 지향하고 있다. 대한민국 최대 무료신문인 포커스 및 포털 프리챌과 관계사로, 본사는 서울특별시 서초구 1549-7 솔본빌딩 1층에 위치해 있다.